# Riktmärkning
Riktmärkning, prestandajämförelse, prestandamätning eller benchmarking är termer inom företagsekonomi och andra verksamhetsområden med betydelsen att man utvärderar sin verksamhet kvantitativt eller kvalitativt i förhållande till dem som man uppfattar beter sig bäst inom respektive verksamhetsområde.
Riktmärkning kan förekomma inom många olika områden och syftar till att rikta in sina målsättningar mot de mest intressanta och framstående mönsterlösningarna och föredömena inom de områden man är fokuserad på.
Riktmärkning används också inom datorvärlden för att utvärdera i förhållande till en norminstallation eller olika sätt att jämföra hårdvara inom datorer och Informationsteknik.

## Företagsekonomi
Det finns tre olika synsätt:
- Internt: Företaget fokuserar på att jämföra sig mot sina egna enheter till exempel divisioner och dotterbolag
- Konkurrens: Företaget fokuserar på konkurrenterna inom samma bransch, både likheter och skillnader analyseras
- Funktion: Även detta synsätt fokuserar på de externa, dock ej på konkurrenterna. I stället ser man till framstående företag överlag, så kallade "bäst i klassen".

Det är oftast en process som kostar företagen mycket pengar i och med att man gör flera undersökningar både externt och internt i företaget. Resekostnader kan också förekomma om man ska jämföra med andra konkurrenter i andra länder eller om man är ett globalt företag, men oftast tar denna kostnad ut sig när man ser vilka fördelar det innebär att tillämpa benchmarking.
I de fall strävan efter riktmärkningsresultat blir alltför långtgående kan det komma att övergå i industrispionage.